# Pomorie
Pomorie (in bulgaro Поморие?) è un comune bulgaro situato nel distretto di Burgas di 28 572 abitanti (dati 2009). La città di Pomorie fu fondata dai greci con il nome di Anchialos.

## Storia
I dintorni dell'odierna città furono teatro di diverse battaglie combattute tra l'Impero bizantino e il Primo Impero bulgaro nel 708, nel 763 e nel 917. 
La città venne eletta residenza dal ricco fanariota Michele Cantacuzino, soprannominato Şeytanoğlu (figlio di Satana), che vi aveva fatto costruire un imponente palazzo, costato 20 000 ducati.

## Località
Il comune è formato dall'insieme delle seguenti località:
- Aleksandrovo
- Aheloj
- Bata
- Belodol
- Dăbnik
- Gaberovo
- Gălăbec
- Gorica
- Kableškovo
- Kamenar
- Kosovec
- Kozičino
- Lăka
- Medovo
- Pomorie (sede comunale)
- Poroj
- Stracin